# Einband-Europameisterschaft 1957

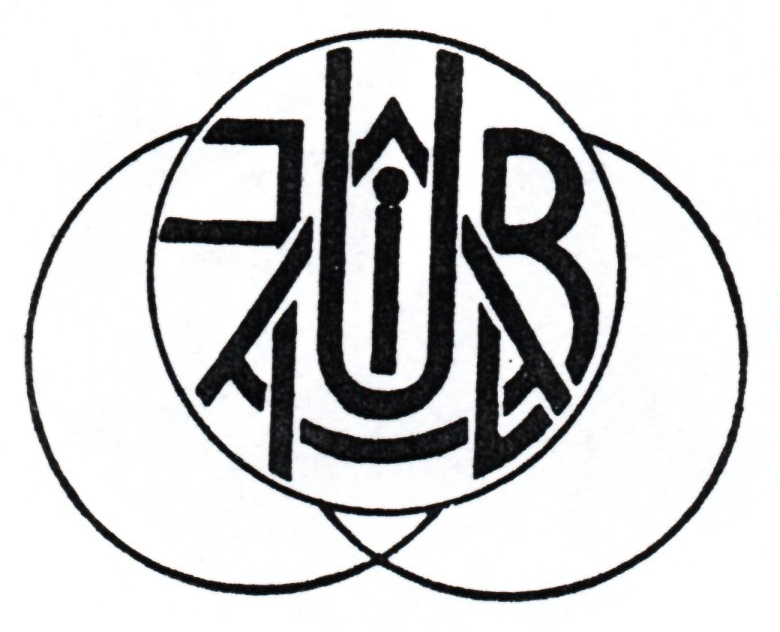
Logo UIFAB (ausrichtender Verband)

Veranstaltungsort: Groningen

Die Einband-Europameisterschaft 1957 war das 8. Turnier in dieser Disziplin des Karambolagebillards und fand vom 24. bis zum 27. Januar 1957 in Groningen statt. Es war die erste Einband-Europameisterschaft in den Niederlanden.

## Geschichte
Da in Groningen erstmals die Partiedistanz auf 200 Punkte erhöht wurde, gab es komplett neue Europarekorde. Der neue Meister René Vingerhoedt erzielte davon aber keinen. Der Zweitplatzierte Cees van Oosterhout spielte mit 5,57 im Generaldurchschnitt (GD) den ersten Rekord. Der deutsche Vizemeister August Tiedtke, der Dritter wurde, stellte mit 9,52 einen neuen Rekord im besten Einzeldurchschnitt (BED) auf. Der Titelverteidiger Emile Wafflard verbesserte die alte Rekordmarke in der Höchstserie, gehalten seit 1954 von Joaquín Domingo, um zwei Punkte auf jetzt 68.

## Turniermodus
Hier wurde im Round Robin System bis 200 Punkte gespielt. Es wurde mit Nachstoß gespielt. Damit waren Unentschieden möglich.
Bei MP-Gleichstand (außer bei Punktgleichstand beim Sieger) wird in folgender Reihenfolge gewertet:
1. MP = Matchpunkte
2. GD = Generaldurchschnitt
3. HS = Höchstserie

## Abschlusstabelle

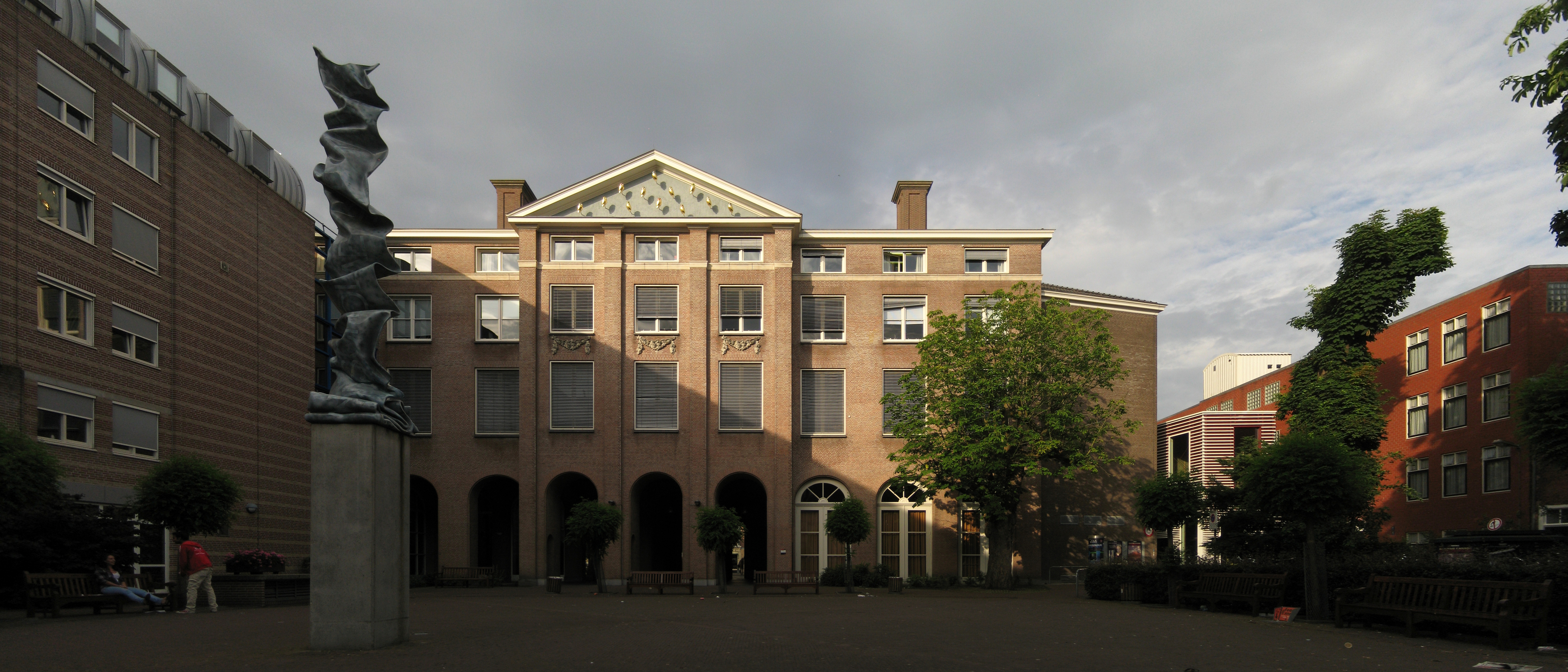
De Harmonie in Groningen

| MP    | Match Points (Sieger = 2; Unentschieden = 1; Verlierer = 0) |
| Pkte. | Erzielte Karambolagen                                       |
| Aufn. | Benötigte Versuche                                          |
| GD    | Generaldurchschnitt                                         |
| BED   | Bester Einzeldurchschnitt eines Spielers                    |
| HS    | Höchstserie                                                 |
|       | Bester GD des Turniers                                      |
|       | Bester ED des Turniers                                      |
|       | Beste HS des Turniers                                       |
|       | 1. Platz (Gold)                                             |
|       | 2. Platz (Silber)                                           |
|       | 3. Platz (Bronze)                                           |

| Platz                     | Name                | MP   | Pkte. | Aufn. | GD   | BED  | HS |
| ------------------------- | ------------------- | ---- | ----- | ----- | ---- | ---- | -- |
| 1                         | René Vingerhoedt    | 14:0 | 1400  | 259   | 5,40 | 7,14 | 43 |
| 2                         | Cees van Oosterhout | 10:4 | 1304  | 234   | 5,57 | 7,69 | 55 |
| 3                         | August Tiedtke      | 10:4 | 1293  | 251   | 5,15 | 9,52 | 55 |
| 4                         | Laurent Boulanger   | 8:6  | 1304  | 278   | 4,69 | 6,66 | 45 |
| 5                         | Emile Wafflard      | 6:8  | 1157  | 216   | 5,35 | 6,66 | 68 |
| 6                         | Walter Lütgehetmann | 6:8  | 1230  | 265   | 4,64 | 5,26 | 57 |
| 7                         | Jan Sweering        | 2:12 | 902   | 266   | 3,39 | 3,77 | 22 |
| 8                         | Henk de Kleine      | 0:14 | 1009  | 285   | 3,54 | –    | 27 |
| Turnierdurchschnitt: 4,67 |                     |      |       |       |      |      |    |